# Ацуо Асами
| 13691 Акие          | 30. септембар 1997. |
| 13815 Фуруја        | 22. децембар 1998.  |
| 17683 Канагава      | 10. јануар 1997.    |
| 39799 Хадано        | 23. октобар 1997.   |
| 47086 Шинсеико      | 10. јануар 1999.    |
| 55875 Хирохатагаока | 1. новембар 1997.   |
| 152647 Ринако       | 29. октобар 1997.   |

Ацуо Асами (浅見 敦夫 Asami Atsuo) је јапански астроном. Он води малу приватну опсерваторију, Хадано Астрономска Опсерваторија, која се налази око 60 km југозападно од Токија. Углавном се користи за астрономске опсервације комета и малих планета.